# 呆毛
呆毛、笨毛、笨蛋毛或阿呆毛（アホ毛）是日本動漫畫人物的特徵之一，是指頭上多出的一撮（或多撮）突出翹起的頭髮。

## 由來
早年來源自1970年代〜1980年代當時存在的美容用語，目前仍不確定最早是何時被使用在漫畫當中，但在1990年代的漫畫《オトナになる方法》中就出現過。